# La Hallotière
La Hallotière ist eine französische Gemeinde mit 204 Einwohnern (Stand: 1. Januar 2022) im Département Seine-Maritime in der Region Normandie (vor 2016 Haute-Normandie). Sie gehört zum Arrondissement Dieppe und ist Teil des Kantons Gournay-en-Bray (bis 2015 Argueil).

## Geographie
La Hallotière liegt etwa 48 Kilometer ostnordöstlich von Rouen. Umgeben wird La Hallotière von den Nachbargemeinden Sigy-en-Bray im Norden, Le Mesnil-Lieubray im Osten und Südosten, Nolléval im Süden, Saint-Lucien im Westen und Südwesten sowie La Chapelle-Saint-Ouen im Westen.

## Bevölkerungsentwicklung
| Jahr                      | 1962 | 1968 | 1975 | 1982 | 1990 | 1999 | 2006 | 2013 |
| Einwohner                 | 160  | 128  | 122  | 150  | 158  | 148  | 131  | 215  |
| Quelle: Cassini und INSEE |      |      |      |      |      |      |      |      |

## Sehenswürdigkeiten
- Kirche Notre-Dame aus dem 18. Jahrhundert
- Windmühle